# Albán (Cundinamarca)
Albán és un municipi del departament de Cundinamarca (Colòmbia) situat a la Província del Gualivá. Té una superfície de 57 km² on es troben dos pisos tèrmics: fred i temperat. La seva altitud oscil·la entre els 1500msnm i els 3100msnm.
La zona urbana del municipi té una extensió de 3,7 km² i es troba a 2242 msnm i a 59 km de Bogotà. Està situada als 4° 53” de latitud nord i 74° 26” de longitud oest. Limita pel nord amb Villeta i Sasaima, per l'est amb Sasaima i Facatativá, pel sud amb Anolaima i per l'occident amb Guayabal de Síquima.
Segons l'Acord n.º 14 de l'any 2000 de l'Honorable Concejo Municipal de Albán (Cundinamarca), el territori del municipi està dividit en 14 senderes: Centro, Chavarro, Chimbe, El Entable, Garbanzal, Guayacundo Alto, Guayacundo Bajo, Java, Las Marías, Los Alpes, Namay Alto, Namay Bajo, Pantanillo i San Rafael